# Административное деление Восточного Тимора
Восточный Тимор — унитарное государство, которое имеет четыре уровня административного деления: 
- Первый уровень административного деления Восточного Тимора составляют 13 округов.
- На втором уровне находятся 65 подокругов[1].
- Третий уровень составляют 452 сукоса (поселения)[2].
- На четвёртом уровне 2 233 алдеяс (общины)[2].

## Округа

Округа Восточного Тимора

Округ является административно-территориальной единицей первого уровня. Восточный Тимор делится на 13 округов. В 2003 году были изменены границы между округами Кова-Лима и Айнару, а также округами Баукау и Викеке. Округ Окуси-Амбено — анклав, окружён территорией Индонезии.